# Deutung (Psychoanalyse)
Deutung (im Englischen: interpretation) bezeichnet in der Psychoanalyse Mitteilungen des Psychoanalytikers an den Patienten, die dessen Aussagen, Symptomen, Assoziationen und Träumen eine Bedeutung zumessen, welche über das bisher bewusste Selbstverständnis des Patienten hinausgeht. Dasselbe gilt Im Verhältnis von Analytiker und Analysand für Analysen, die der Selbsterfahrung und nicht der Behandlung von Krankheiten dienen. Deutung ist eine Methode, um Unbewusstes bewusst zu machen.
Der Analytiker bringt dabei die Ideen, Theorien und inneren Bilder zur Sprache, die in ihm entstehen, wenn der Patient von sich  erzählt und frei assoziiert.
Für Sigmund Freud war die Deutung die Übersetzung von einer Sprache in eine andere:  bei der Traumdeutung deutete er „den unverständlichen Text der manifesten Traumerzählung, indem er ihn in die Sprache des abgewehrten Wunsches/Triebes übersetzte (Inhaltsdeutung)“.
Dies kann auf verschiedenen Ebenen erfolgen:
- Inhaltsdeutung, Konfliktdeutung
- Übertragungs-/Gegenübertragungsdeutung
- Widerstandsdeutung
- genetische Deutung (die den Zusammenhang zwischen Jetzt und Kindheit erklärt)